# 富谢尔
富谢尔（法語：Fouchères，法語發音：[fuʃɛʁ]）是法国奥布省的一个市镇，属于特鲁瓦区。

## 地理
富谢尔（48°8'56"N, 4°15'53"E）面积8.58 平方千米，位于法国大東部大區奥布省，该省份为法国中北部省份，北起马恩省，西接塞纳-马恩省，西南至约讷省，东南至科多尔省，东临上马恩省。
与富谢尔接壤的市镇（或旧市镇、城区）包括：沙普、绍富尔莱巴伊、库尔特诺、萨尔斯河畔瑞利、维雷苏巴尔。

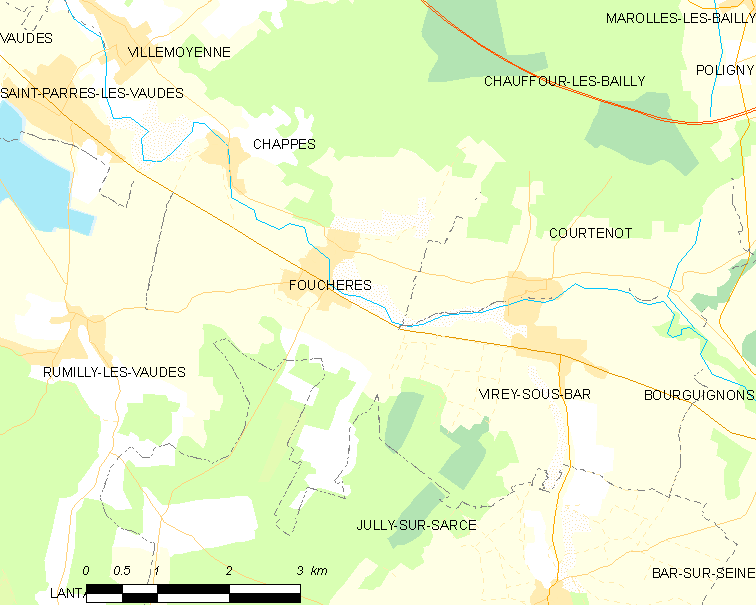
富谢尔的OSM定位图

富谢尔的时区为UTC+01:00、UTC+02:00（夏令时）。

## 行政
富谢尔的邮政编码为10260，INSEE市镇编码为10158。

## 政治
富谢尔所属的省级选区为塞纳河畔巴尔县。

## 人口

1962-2008年间富谢尔人口变化图示

富谢尔于2022年1月1日时的人口数量为507人。